# Lijst van nummer 1-hits in Ierland in 2008
Deze hits stonden in 2008 op nummer 1 in de Ierse Single Top 100, de bekendste hitlijst in Ierland.
| Datum        | Artiest                                     | Titel                     |
| ------------ | ------------------------------------------- | ------------------------- |
| 3 januari    | Leon Jackson                                | When You Believe          |
| 10 januari   | Britney Spears                              | Piece of Me               |
| 17 januari   | Britney Spears                              | Piece of Me               |
| 24 januari   | Basshunter                                  | Now You're Gone           |
| 31 januari   | Basshunter                                  | Now You're Gone           |
| 7 februari   | Basshunter                                  | Now You're Gone           |
| 14 februari  | Basshunter                                  | Now You're Gone           |
| 21 februari  | Basshunter                                  | Now You're Gone           |
| 28 februari  | Duffy                                       | Mercy                     |
| 6 maart      | U2, The Dubliners, Kila & A Band of Bowsies | The Ballad of Ronnie Drew |
| 13 maart     | U2, The Dubliners, Kila & A Band of Bowsies | The Ballad of Ronnie Drew |
| 20 maart     | Duffy                                       | Mercy                     |
| 27 maart     | Flo Rida & T-Pain                           | Low                       |
| 3 april      | Glen Keating & Greg Ryan                    | The Munster Song          |
| 10 april     | Mundy & Sharon Shannon                      | The Galway Girl           |
| 17 april     | Mundy & Sharon Shannon                      | The Galway Girl           |
| 24 april     | Mundy & Sharon Shannon                      | The Galway Girl           |
| 1 mei        | Mundy & Sharon Shannon                      | The Galway Girl           |
| 8 mei        | Mundy & Sharon Shannon                      | The Galway Girl           |
| 15 mei       | Madonna & Justin Timberlake                 | 4 Minutes                 |
| 22 mei       | Rihanna                                     | Take a Bow                |
| 29 mei       | Rihanna                                     | Take a Bow                |
| 5 juni       | Rihanna                                     | Take a Bow                |
| 12 juni      | Rihanna                                     | Take a Bow                |
| 19 juni      | Chris Brown                                 | Forever                   |
| 26 juni      | Leanne Moore                                | On Wings                  |
| 3 juli       | Chris Brown                                 | Forever                   |
| 10 juli      | Basshunter                                  | All I Ever Wanted         |
| 17 juli      | Basshunter                                  | All I Ever Wanted         |
| 24 juli      | Kid Rock                                    | All Summer Long           |
| 31 juli      | Kid Rock                                    | All Summer Long           |
| 7 augustus   | Kid Rock                                    | All Summer Long           |
| 14 augustus  | Kid Rock                                    | All Summer Long           |
| 21 augustus  | Katy Perry                                  | I Kissed a Girl           |
| 28 augustus  | Katy Perry                                  | I Kissed a Girl           |
| 4 september  | Katy Perry                                  | I Kissed a Girl           |
| 11 september | Katy Perry                                  | I Kissed a Girl           |
| 18 september | Kings of Leon                               | Sex on Fire               |
| 25 september | Kings of Leon                               | Sex on Fire               |
| 2 oktober    | P!nk                                        | So What                   |
| 9 oktober    | P!nk                                        | So What                   |
| 16 oktober   | The Saw Doctors                             | About You Now             |
| 23 oktober   | P!nk                                        | So What                   |
| 30 oktober   | X-factor Finalists 2008                     | Hero                      |
| 6 november   | X-factor Finalists 2008                     | Hero                      |
| 13 november  | X-factor Finalists 2008                     | Hero                      |
| 20 november  | Leona Lewis                                 | Run                       |
| 27 november  | Leona Lewis                                 | Run                       |
| 4 december   | Leona Lewis                                 | Run                       |
| 11 december  | Leona Lewis                                 | Run                       |
| 18 december  | Alexandra Burke                             | Hallelujah                |
| 25 december  | Alexandra Burke                             | Hallelujah                |